# Довер (Мисури)
Довер (енгл. Dover) град је у америчкој савезној држави Мисури.

## Демографија
По попису из 2010. године број становника је 103, што је 5 (-4,6%) становника мање него 2000. године.
| Група             | 2000.      | 2010.      |
| Белци             | 99 (91,7%) | 93 (90,3%) |
| Афроамериканци    | 1 (0,9%)   | 5 (4,9%)   |
| Азијати           | 1 (0,9%)   | 1 (1,0%)   |
| Хиспаноамериканци | 5 (4,6%)   | 4 (3,9%)   |
| Укупно            | 108        | 103        |